# Ryan Bailey (atleta)
Ryan Bailey (Portland, 13 aprile 1989) è un velocista e bobbista statunitense.

## Biografia
Dopo ottime prestazioni conseguite a livello giovanile, nell'agosto 2010 si è messo in luce come velocista di livello internazionale stabilendo la quinta prestazione mondiale dell'anno nei 100 metri piani con il tempo di 9"88, ottenuto in occasione del Rieti Meeting (valido per la IAAF World Challenge). L'anno successivo, tuttavia, un infortunio muscolare lo ha costretto a concludere anzitempo la stagione, impedendogli di partecipare ai campionati mondiali di Taegu 2011.
Nel giugno 2012 si è classificato terzo nei 100 metri piani ai trials olimpici statunitensi di Eugene, alle spalle di Justin Gatlin e Tyson Gay, guadagnandosi un posto da staffettista in vista dei Giochi olimpici. Ha quindi preso parte ai Giochi olimpici di Londra 2012, classificandosi quinto nella gara individuale dei 100 metri piani (poi diventato quarto dopo la squalifica di Tyson Gay) con il tempo di 9"88. Nella stessa rassegna olimpica ha conquistando la medaglia d'argento nella staffetta 4×100 metri alle spalle della squadra giamaicana, stabilendo nell'occasione il nuovo record nazionale con il tempo di 37"04, ma la medaglia è stata successivamente revocata a seguito della squalifica per doping di Tyson Gay, uno dei componenti del quartetto statunitense.
Dal gennaio 2017 compete nel bob nel ruolo di frenatore, ottenendo il suo primo podio in Coppa del mondo il 9 novembre 2017 a Lake Placid, nella prima gara della stagione 2017/18, quando giunse secondo nel bob a due con Nick Cunningham alla guida della slitta.

## Palmarès

### Atletica leggera
| Anno | Manifestazione  | Sede   | Evento      | Risultato | Prestazione | Note                  |
| ---- | --------------- | ------ | ----------- | --------- | ----------- | --------------------- |
| 2012 | Giochi olimpici | Londra | 100 m piani | 4º        | 9"88        | =                     |
| 2012 | Giochi olimpici | Londra | 4×100 m     | dq        | 37"04       | [ 3 ]                 |
| 2015 | World Relays    | Nassau | 4×100 m     | Oro       | 37"38       | Record dei campionati |

### Bob

#### Coppa del Mondo
- 1 podio (nel bob a due):
  - 1 secondo posto.

#### Coppa Nordamericana
- 1 podio (nel bob a due):
  - 1 vittoria.